# زلماطه
زلماطه (به عربی: زلماطة) یک شهرداری در الجزایر است که در استان معسکر واقع شده‌است.